# Catalina Speroni
Catalina Speroni (Buenos Aires, Argentina, 29 de noviembre de 1938 - Buenos Aires, Argentina, 21 de diciembre de 2010) fue una actriz argentina.

## Biografía
Catalina Speroni se formó en los años 50 en el Conservatorio Nacional de Arte Dramático y su debut en las tablas fue en el Teatro Cervantes, en 1961, con una versión de El burlador de Sevilla y convidado de piedra. Luego durante varios años transitó obras clásicas. En 1975, un hito en su carrera fue la obra Cabareteras, que interpretó junto con Zulema Katz, en el teatro Eckos, y otro, Mamá, en 1988, junto con Soledad Silveyra y Carlos Calvo. Es muy recordada la participación que hizo en Barranca abajo, en el San Martín, en 1994, y su papel en Bar Ada, en 1997, por la que ganó el premio a actriz protagónica de la Asociación de Cronistas del Espectáculo (ACE). Más cerca en el tiempo, entre sus últimos trabajos, figuran La malasangre, que hizo en 2006 con Joaquín Furriel y Carolina Fal, y su último papel fue en Las González, en 2009.
Su debut en televisión fue con Señoritas alumnas, en 1962 por Canal 13 y sus trabajos más recordados incluyen El Rafa (1981-82), La familia Benvenuto (1991-95) y en Campeones de la vida (1999-2000). Su debut en cine fue en Operación San Antonio, de Enrique Carreras, en 1968, y luego participó en más de 12 films. Falleció el 21 de diciembre de 2010 tras una larga enfermedad.

## Televisión
- Campeones de la vida (1999-2000)
- Laberinto (1997)
- La familia Benvenuto (1991-1995)
- Plomera de mi Barrio (1988-1989)
- Calabromas (1985)
- El Rafa (1981)
- Andrea Celeste (1979)
- Juana rebelde (1978)
- Un extraño en nuestras vidas (1972)
- Pequemos un poquito  (1971)
- Nacido para odiarte (1971)
- Así amaban los héroes (1971)
- Simplemente María (1967)
- Su comedia favorita (1965)
- Señoritas alumnas (1962)

## Cine
- Tatuado (2005)
- Vacaciones en la tierra (2001)
- Felicidades (2000), de Lucho Bender (1956-2004)
- El despertar de L (1999)
- Cómplices (1998)
- Espérame mucho (1983)
- ¿Qué es el otoño? (1976)
- Juan que reía (1976)
- Los chantas (1975)
- Crimen en el hotel alojamiento (1974)
- Operación San Antonio (1968)
- La bestia desnuda (1967)

## Teatro
- Las González
- A propósito de la duda
- El alma de papá
- El Confín
- La prisionera
- Vida y muerte de las ballenas
- Pintura fresca (Actriz)
- Edilicia. Acción teatral electrodoméstica para vecinos y bolsas de basura.
- Retazos
- El Nombre
- A propósito de la duda
- De profesión maternal
- Bar Ada (Intérprete)
- Barranca abajo
- Acto Cultural
- La polvorienta
- La dama de los racimos
- Safón y los pájaros